# Norberto Paparatto
Norberto Paparatto est un footballeur argentin né le 3 janvier 1984 à Adrogué. Il évolue au poste de défenseur central reconverti entraîneur.

## Carrière
Norberto Paparatto passe 7 saisons en faveur du club argentin du Club Atlético Tigre. Avec cette équipe, il est finaliste de la Copa Sudamericana en 2012.
En 2014, il quitte son pays natal et s'engage avec les Portland Timbers en MLS.

## Palmarès
- Finaliste de la Copa Sudamericana 2012 avec le Club Atlético Tigre
  - Coupe MLS en 2015 avec les Portland Timbers